# 塔瓦爾西亞區
塔瓦爾西亞區（西班牙語：Tabarcia），是哥斯達黎加的一個區，位於該國中部聖何塞省，面積48.40平方公里，海拔高度817米，2011年人口4,702，人口密度每平方公里97.15人。